# No Man's Law
No Man's Law é um filme mudo do gênero comédia produzido nos Estados Unidos em 1927, dirigido por Fred Jackman e com atuação de Oliver Hardy.